# Halsbandsvävare
Halsbandsvävare (Ploceus nelicourvi) är en fågel i familjen vävare inom ordningen tättingar.

## Utseende
Halsbandsvävaren är en slank, sparvliknande fågel. Den är 15 centimeter lång och väger 20-28 gram. Häckande hannar har svart näbb och huvud, bruna ögon, gul krage, grå mage, kastanjebruna nedre stjärttäckare, olivsvart rygg och nästan svarta flyg-fjädrar med grönaktiga kanter. Hannar som inte häckar har spräckliga grå och gröna huvuden. På främre sidan av huvudet på häckande honor är färgen gul och ryggen är olivgrön, med breda gula ögonbryn. 

## Utbredning och systematik
Fågeln förekommer i städsegröna mossiga skogar på norra, östra och södra Madagaskar. Den placeras ibland tillsammans med sakalavavävare i ett separat släkte, Nelicurvius.

## Levnadssätt
Halsbandsvävaren bygger bon parvis var för sig. Boet är kolvformat och har tak. Det hänger i ett snöre från en gren eller liknande, i ett öppet utrymme. Halsbandsvävaren livnär sig huvudsakligen på insekter. Den söker föda ensam eller i små grupper, ofta tillsammans med långnäbbad madagaskarsångare. Dess naturliga livmiljö är tropiska eller subtropiska fuktiga skogar i berg eller lågland.   

## Status
Arten har ett stort utbredningsområde och beståndet anses stabilt. Internationella naturvårdsunionen IUCN listar den därför som livskraftig (LC).